# Sospensione (meccanica)
La sospensione di un veicolo è l'insieme dei componenti mediante i quali il telaio è collegato alle ruote del veicolo, o più generalmente indica il collegamento tra le masse sospese del veicolo con le masse non sospese.

## Introduzione

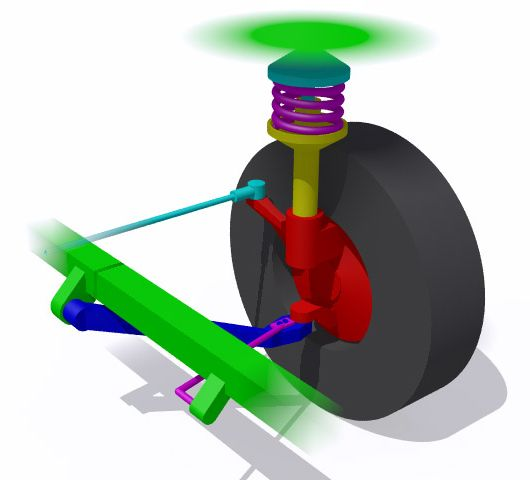
Schema della sospensione di un autoveicolo (tipo MacPherson)

Per sospensione di un veicolo si intende l'insieme dei componenti che collegano le ruote e quanto ad esse connesso (freni, mozzi, ecc.), dette masse non sospese, al telaio del veicolo, ovvero la carrozzeria e tutte le parti meccaniche in essa contenute, che appoggiando sugli elementi elastici della sospensione (molle, barre o balestre) vengono definite massa sospesa.
I componenti della sospensione controllano i movimenti del telaio rispetto alle ruote (cosiddetti braccetti o puntoni, molla), consentendo la compressione o l'estensione al variare delle forze in gioco; inoltre all'elemento elastico venne quasi subito applicato l'ammortizzatore, un elemento che ne smorza e rallenta l'oscillazione.
Le caratteristiche di un sistema di sospensione/ammortizzatore sono solitamente un compromesso tra le esigenze di tenuta di strada e quelle di comfort. L'obiettivo principale dell'impiego delle sospensioni è comunque quello di ottenere, nel complesso e durante i vari percorsi, un'ottimale stabilità del veicolo ed un elevato comfort per i suoi occupanti.

## Tipologia di sospensione
I sistemi di sospensione si distinguono per il diverso sistema di collegamento al telaio delle masse non sospese e per il tipo di organo elastico che assicura il movimento relativo fra telaio e ruote.

### Sospensioni pneumatiche

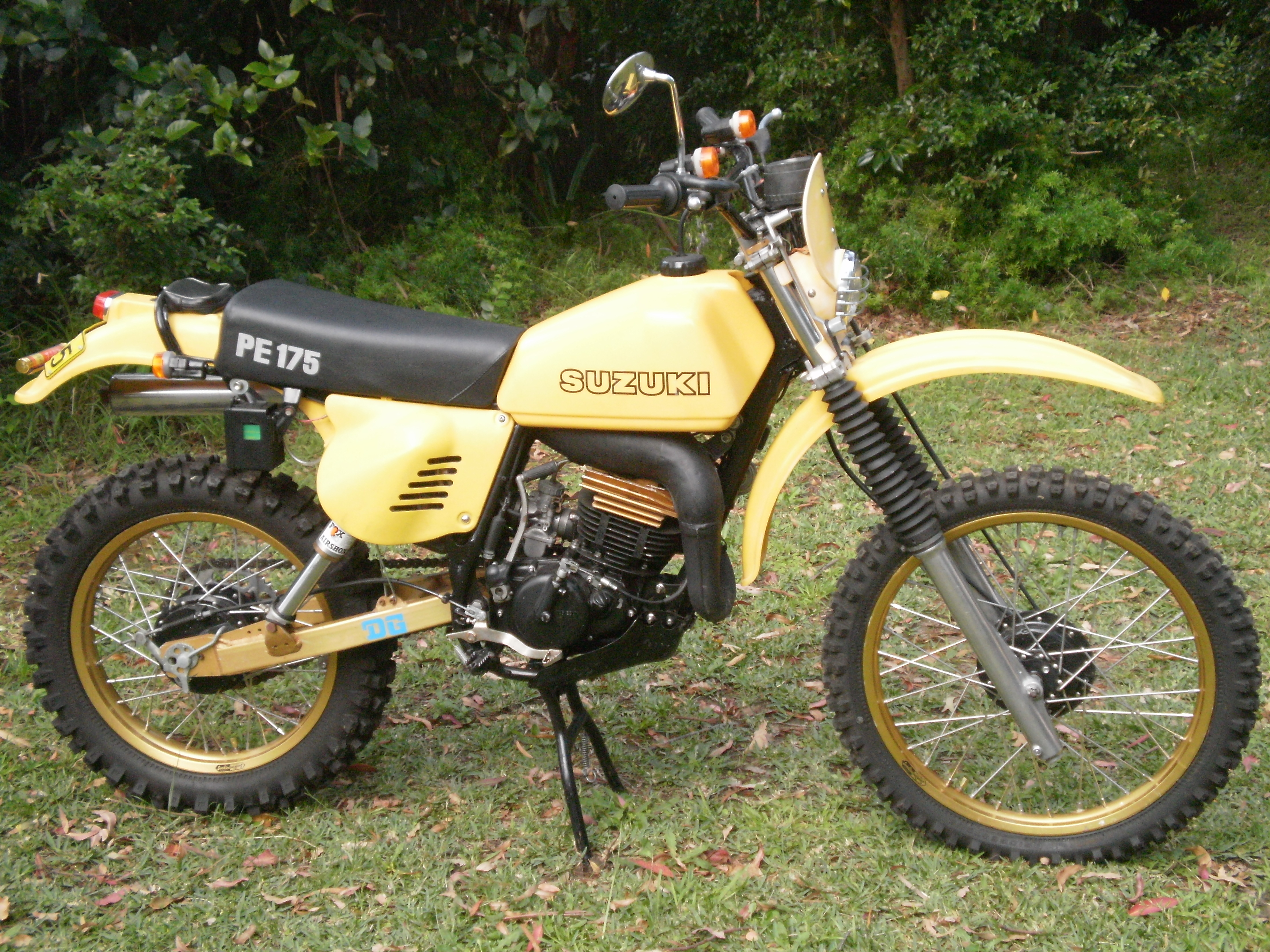
Suzuki PE175N con sospensione posteriore a doppio ammortizzatore pneumatico FOX Airshox

Sono sospensioni che funzionano tramite la comprimibilità dell'aria, questo tipo di sospensioni possono essere in alcuni casi anche del tipo regolabili, quindi variando la pressione dell'aria intrappolata, si può modificare il tipo di comportamento, facendola diventare più rigida o morbida.
Rispetto ad altri sistemi permettono d'ottenere risposte più rapide della sospensione e una maggiore flessibilità nella regolazione oltre a conferire maggiore comfort grazie alla loro eccezionale progressività, ma di contro richiede una maggiore manutenzione e cura.
Questa tipologia di sospensione può essere l'unica utilizzata dal mezzo che le adotta o può essere accompagnata da altre tipologie di sospensioni, come possono essere le balestre o molle elicoidali, inoltre hanno trovato impiego in molti ambiti, dai camion alle biciclette.
Tale tipologia di sospensione è stata utilizzata anche in ambito automobilistico e motociclistico negli anni '70 e riutilizzata sporadicamente in ambito motociclistico e ciclistico nei primi decenni del terzo millennio.

### Sospensioni idropneumatiche
Sono sospensioni pneumatiche, ma interconnesse attraverso un fluido idraulico, infatti la parte pneumatica è costituita da singole sfere con all'interno una camera con azoto e sigillata da una membrana flessibile. L'altezza del veicolo viene mantenuta costante in modo automatico immettendo più o meno olio nel circuito delle sospensioni e può essere variata dal guidatore spostando una levetta di regolazione nell'abitacolo. Questa soluzione è stata ideata e sviluppata da Citroën, ma venne creato anche un sistema simile e semplificato dalla British Leyland chiamato Hydragas.

### Sospensioni idrauliche
Il loro funzionamento prende spunto dal sistema idropneumatico della Citroën, ma utilizza solo un liquido incomprimibile e dei contenitori gommosi con armatura metallica che sono collegati alle sospensioni e nel sistema originale (Hydrolastic) messi in comunicazione tra loro in coppia, ruota anteriore e ruota posteriore dello stesso lato il che permette un mantenimento dell'assetto del veicolo e anche la regolazione dell'altezza variando la quantità del liquido.
L'assorbimento degli urti e delle asperità avviene anche con la dilatazione di questi corpi gommosi entro i limiti della struttura metallica.

### Sospensioni ad elastomeri
Il loro funzionamento si basa su elastomeri poliuretanici, materiali con un'elasticità simile alla gomma e con struttura compatta o cellulare, questi ultimi sono quelli maggiormente utilizzati per le sospensioni, generalmente per biciclette.

### Sospensioni a molle elicoidali

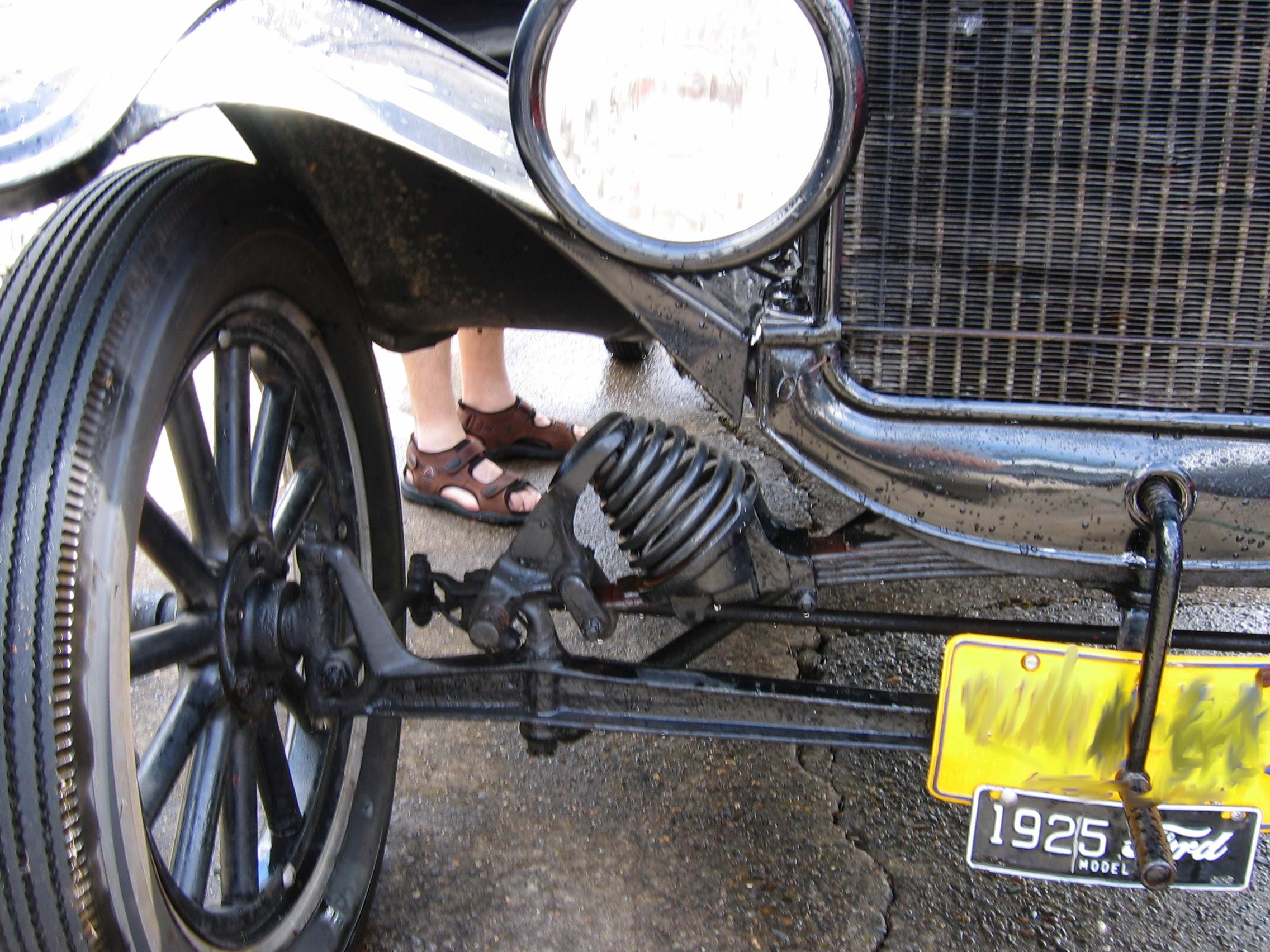
Sospensione del modello T della Ford

Le sospensioni a molle elicoidali sono realizzate da molle a torsione operanti per compressione. In genere deve essere sempre associato al sistema elastico un ammortizzatore, dato che le molle non hanno una dissipazione di energia sufficiente a smorzare il movimento elastico del sistema in tempi brevi.

#### Tipo di molle

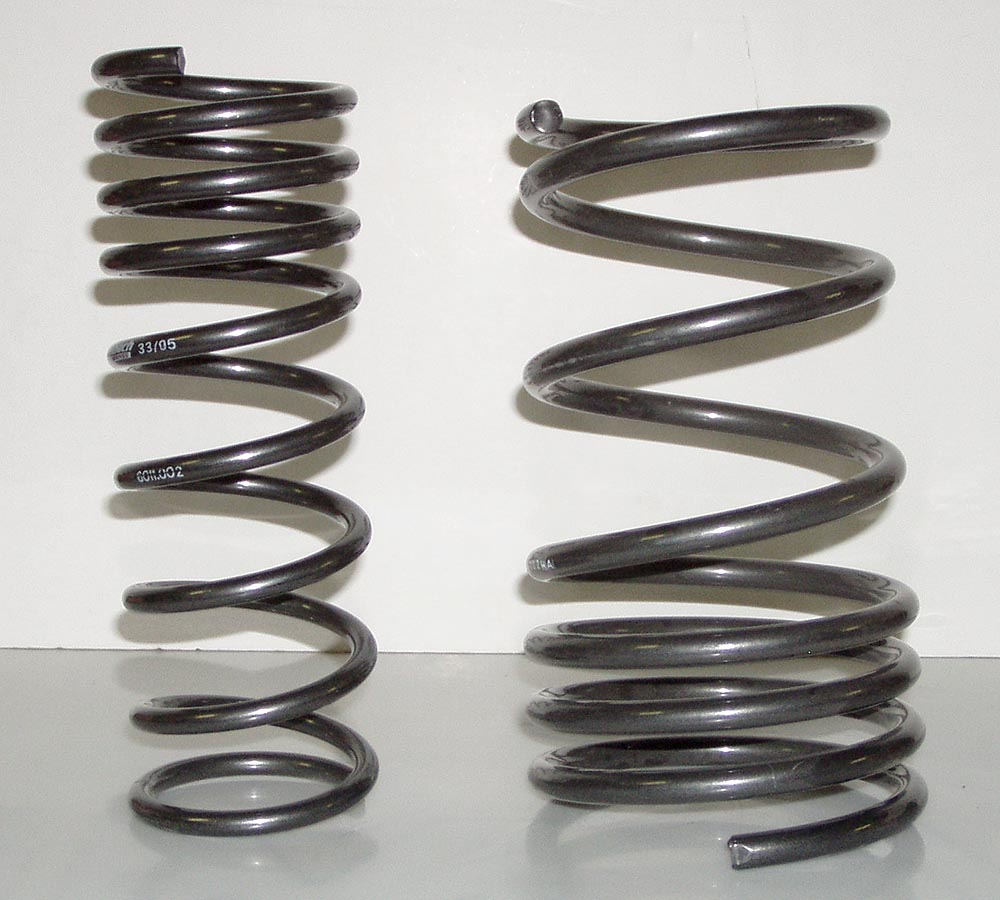
Molle progressive da automobile

Le molle sono principalmente di due tipi:
- Lineari, queste molle hanno una flessibilità (approssimativamente) costante, caratterizzate da contrazione direttamente proporzionale alla forza di compressione esercitata, generando un grafico lineare sul piano cartesiano (v. caratteristica lineare sul grafico)
- Flessibilità progressiva, queste molle avendo una flessibilità diversa, dove hanno una resistenza ridotta alle piccole compressioni, ma che aumenta esponenzialmente all'aumentare della compressione della molla, disegnando un grafico sui assi cartesiani si genererà un grafico esponenziale, con ascissa la compressione e in ordinata la forza, ottenibile in due modi:
  - Passo differenziato lungo la molla si potranno notare come alcune spire siano molto ravvicinate tra loro (zona a bassa resistenza), mentre altre sono molto distanti tra loro (zona ad alta resistenza).
  - Elica a diametro differenziato lungo la molla si potranno notare come alcune spire siano molto strette e quindi disegnano cerchi/eliche con raggiatura ridotta (zona ad alta resistenza), mentre altre sono molto larghe e quindi disegnano cerchi/eliche con raggiatura ampia (zona a bassa resistenza).

#### Tipo di collegamento
Le molle possono essere utilizzate tramite due diversi sistemi:
- Diretto, è un sistema che trasmette l'energia alla molla in modo diretto e proporzionale.
- Leveraggi, è un sistema che trasmette l'energia alla molla in modo diverso a seconda della compressione a cui si è giunti, utilizzando delle leve che a seconda della compressione aumentano o diminuiscono la lunghezza dei bracci d'azionamento della molla.
Questo sistema viene adottato per la maggior parte dei casi su sistemi monocross (un ammortizzatore per ruota), ma ci sono anche esempi per sistemi doublecross come su alcune moto, come la Honda CB 1300 Super Four del 1998
[6]

### Sospensioni a balestra

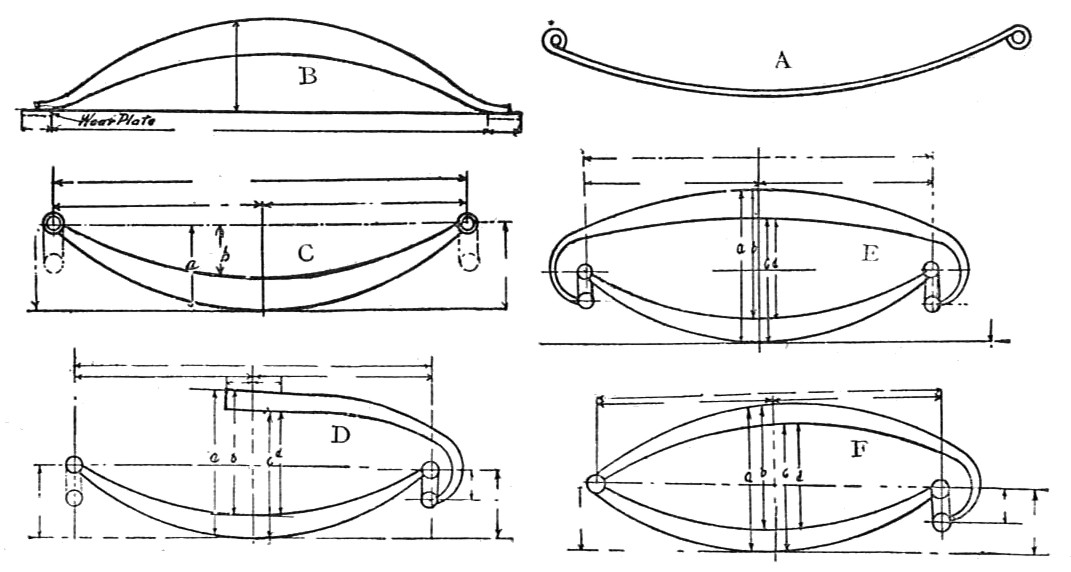
Vari tipi di balestre

In questo caso l'organo elastico è una balestra, operante per flessione di foglie di materiale elastico (generalmente acciaio) collegate fra loro da graffe metalliche. Il sistema permette lo spostamento senza necessità di guide, inoltre, dato che le balestre dissipano velocemente l'energia elastica, è possibile realizzare sistemi di sospensione a balestra anche senza l'utilizzo di ammortizzatori.

Il sistema a balestra è stato il primo ad essere usato sui veicoli a motore, e, data la sua notevole rigidezza, viene utilizzato ancora per veicoli particolarmente pesanti, mentre è in disuso per veicoli leggeri come automobili. Il sistema è stato molto usato nel passato, e lo è tuttora, in molti rotabili ferroviari.

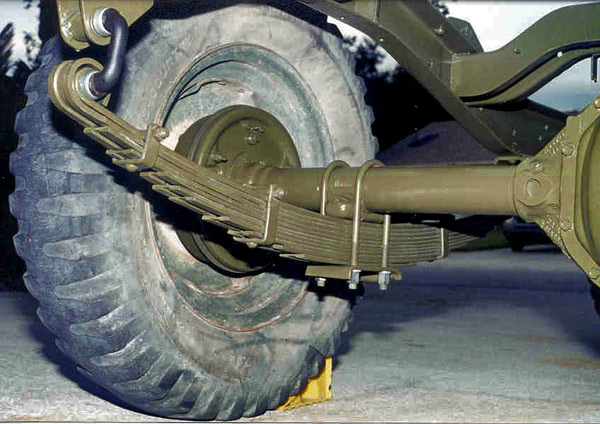
Sospensione a balestra

### Sospensioni a barre di torsione
In questo tipo di sospensioni, utilizzate oggi principalmente su veicoli con un numero elevato di ruote, il mezzo elastico è una barra che può essere trasversale (attraversa la larghezza del veicolo ed è fissata al lato opposto a quello in cui si trova la ruota, o al centro della scocca) o longitudinale (per le sospensioni anteriori). La ruota stessa è collegata alla barra da un braccio solitamente triangolare (con movimento limitato ad un certo angolo), trasversale o longitudinale.
Le sospensioni a barre di torsione vengono ad esempio utilizzate su veicoli di peso molto elevato (per esempio carri armati), in genere accoppiando la manovella su cui è imperniata la ruota ad un ammortizzatore.
Le barre di torsione trovano diffusa applicazione nelle auto di Formula 1 e, in passato, anche in molte vetture di serie (es. Alfa Romeo Alfetta e Giulietta, VW Maggiolino, Simca 1100, Renault 5 ecc.).
Una versione che riprende in parte il concetto di sospensione a barra di torsione è quella denominata "a ruote interconnesse" ed è usata al retrotreno di numerosi modelli di auto moderne. Un tubo aperto, con sezione a forma di C, posto trasversalmente al veicolo collega due bracci longitudinali a sua volta collegati alle ruote. Sono comunque presenti anche delle molle oltre ai consueti ammortizzatori, uno per braccio. Tale schema associa la funzione di elemento elastico delle molle a quello (torcente) del tubo, inoltre lo stesso funge anche da interconnessione tra le due ruote con benefici per il comportamento dinamico della vettura durante la guida in velocità, altrimenti penalizzata da ruote a sospensione completamente indipendenti sullo stesso asse. Vista la loro semplicità ed efficacia sono utilizzate sul retrotreno di veicoli economici come le utilitarie e furgoni come la Renault Kangoo oppure Peugeot 107, 207, 208, Volkswagen Polo ma anche su alcune compatte sportive come l'Audi A1, Alfa Romeo MiTo Quadrifoglio Verde e la Abarth Grande Punto.

## Struttura
Le sospensioni anteriori in particolar modo a molle elicoidali esistono di vario genere, a seconda della cinematica degli elementi di guida:
- le sospensioni a quadrilatero: sono costituite da due elementi trasversali, uno sovrapposto all'altro, generalmente di forma simil-triangolare. Ammortizzatore e molla sono collegati al braccio inferiore. Entrambi i bracci sono collegati al mozzo ruota. Possono essere a quadrilatero alto o basso, a seconda della distanza fra i due bracci. Generalmente le sospensioni a quadrilatero sono utilizzate su veicoli sportivi (su Ferrari a quadrilatero basso) o comunque con connotazione sportiva (su Alfa Romeo 147, 156, 159, GT a quadrilatero alto). Possono essere a quadrilatero alto se sull'asse su cui sono utilizzati le ruote sono motrici: distanziando i due bracci si possono alloggiare i semiassi che provengono dal motore e che portano il moto alla ruota.

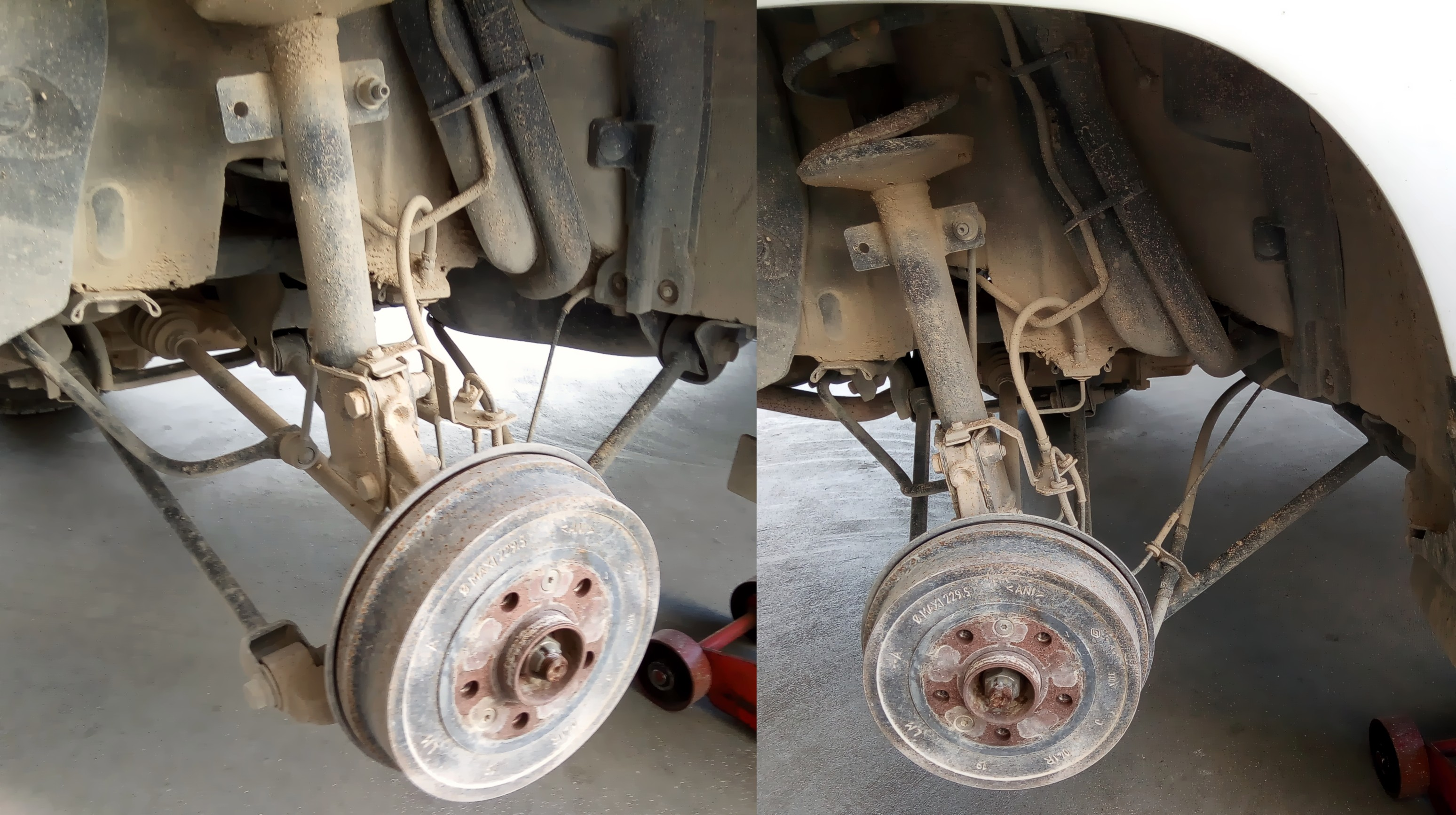
Sospensione posteriore tipo McPherson con bracci inferiori trasversali e barra antirollio

- le sospensioni Mac-Pherson: sono generalmente usate per le ruote anteriori, ma non mancano casi di utilizzo per le ruote posteriori (come sulle Alfa Romeo 147 e Alfa Romeo 156). Sono caratterizzate dal fatto che l'ammortizzatore è "strutturale", ovvero ha una connessione rigida (generalmente tramite bulloni) con il portaruota. Tale vincolo elimina due dei 5 gradi di libertà del portaruota, necessitando quindi di un braccio a tre punti più un'asta di sterzo (ad esempio all'anteriore della maggior parte delle auto di segmento A B C europee), oppure da tre aste semplici (ad esempio sull'anteriore delle BMW serie 1,3 e 5, sull'anteriore dell'Alfa MiTo, oppure sul posteriore dell'Alfa 147 e Alfa 156); generalmente ammortizzatore e molla non sono perfettamente coassiali, ma i loro assi formano fra di loro un piccolo angolo per poter minimizzare le forze di taglio sullo stelo ammortizzatore, così da minimizzare l'isteresi e quindi migliorare il comfort di guida. Per la loro semplicità ed economicità, sono utilizzate come sospensione anteriore in praticamente tutte le utilitarie (esempio: FIAT Punto, Peugeot 207, Toyota Aygo) e in varie auto di segmento superiore (esempio: Renault Megane o FIAT Bravo).
  - RevoKnuckle: è la variazione del sistema Mac-Pherson, brevettata dalla Ford, la quale dichiara che questo sistema pesa meno e costa meno di un sistema a doppio braccio oscillante e di una sospensione multi-link. L'offset dello sterzo è paragonabile a quello delle sospensioni a quadrilatero (20–30 mm contro i 40 mm). La sistemazione della sospensione RevoKnuckle è stata ideata per mantenere la disposizione semplice ed economica della McPherson, ma con una configurazione geometrica con poco offset allo sterzo. Gli ingegneri hanno utilizzato uno schema MacPherson, ma ad esso hanno aggiunto un componente a forma di "C" connesso rigidamente alla sospensione/ammortizzatore, questa "C" tramite due snodi si vincola al portaruota e al sistema frenante, di conseguenza la sospensione non sterzerá più assieme alla ruota. Questa configurazione permette di spostare l'asse di rotazione dello sterzo della ruota il più vicino possibile al centro della stessa, portando alla riduzione del cosiddetto fenomeno del "torque steering", tramite la riduzione del raggio di strisciamento (scrub radius), facilitando la rotazione delle ruote e riducendo eventuali torsioni al volante indotte da accelerazioni forti e sbilanciate (con una ruota che slitta)[7][8], in particolare per applicazioni su modelli con elevata potenza e con schema "tutto avanti", quindi il sistema RevoKnuckle è destinato per l'uso su piattaforme a sola trazione anteriore come la Focus e Mondeo, ed è stato usato per la prima volta sulla Ford Focus RS II.[9][10]

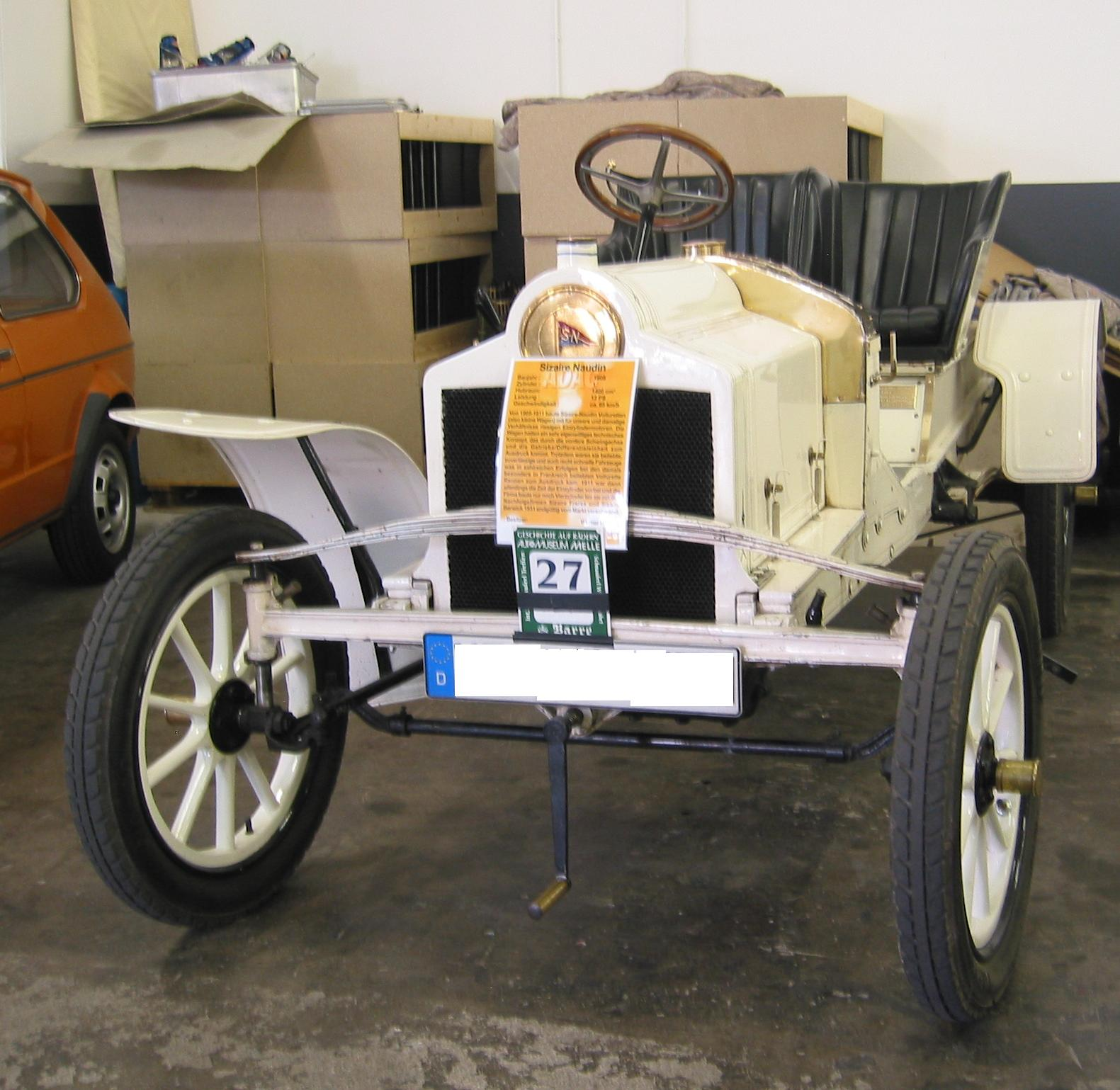
Sizaire-Naudin 1908 con sospensioni a balestra e sistema a scorrimento

- a scorrimento: schema che prevede ogni ruote scorrere verticalmente su un supporto vincolato rigidamente al telaio come un sistema telescopico.

Le sospensioni posteriori esistono di vario genere, a seconda della cinematica degli elementi:

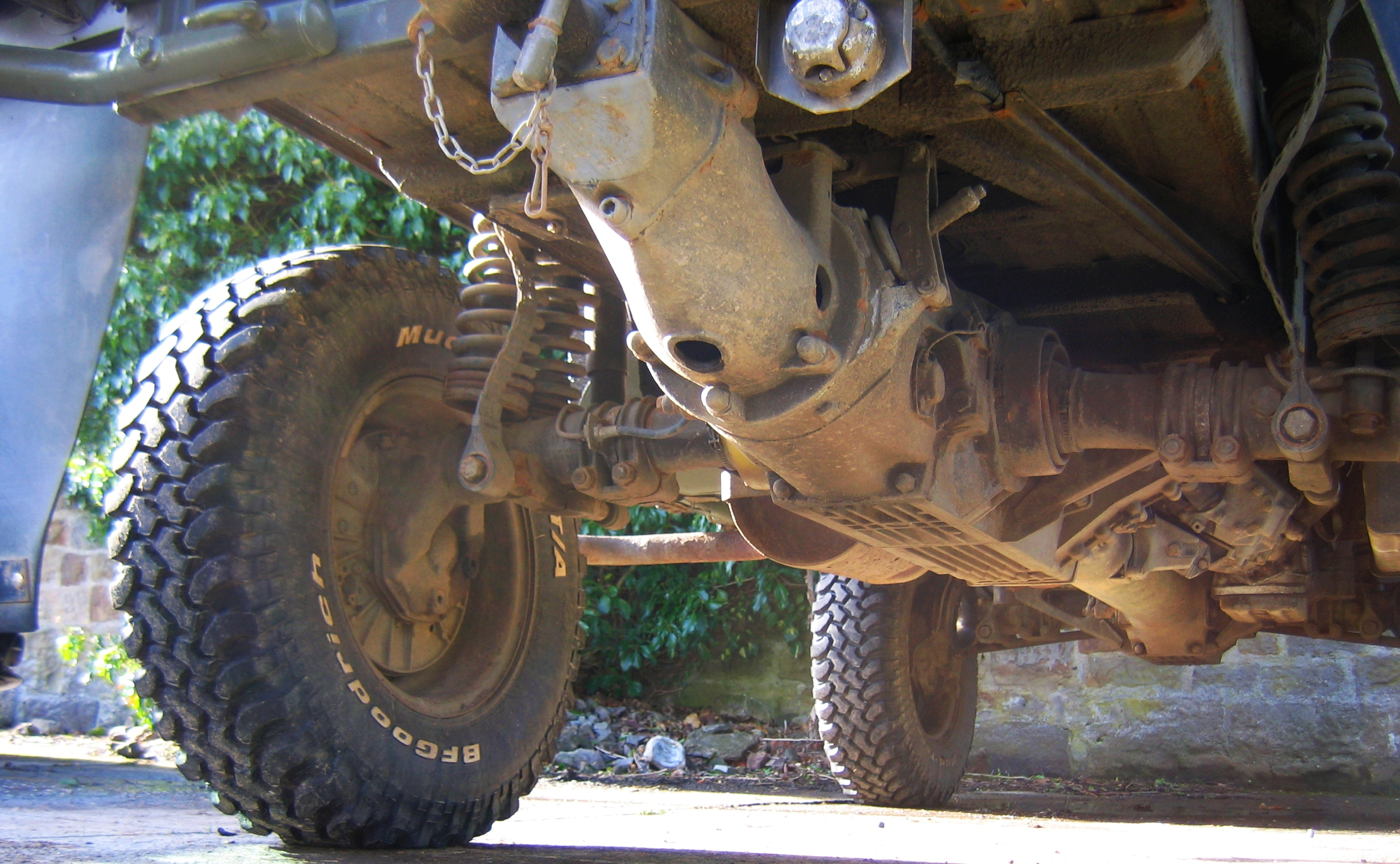
Ponte rigido a portale con bracci snodati (indipendenti) della Steyr-Puch Pinzgauer

- l'Assale rigido o ponte rigido: schema relativamente semplice, caratterizzato da una barra rigida che collega le due ruote e che in molti casi ospita anche il differenziale.
  - il Ponte a portale o Asse a portale[11]: vengono utilizzati principalmente per i veicoli unimog, questo ponte inizialmente sviluppato sulla base dell'asse rigido, utilizza un modulo cardillo per far sì che l'asse risulti posto più in alto rispetto all'asse della ruota, tale sistema può comunque sia essere applicato anche ad altri sistemi sospensori[12], ma esistono anche dei ponti rigidi conformati in modo differente, in modo che terminano sempre all'altezza dell'asse delle ruote, ma il differenziale rimane più alto, permettendo sempre una maggiore luce da terra[13]
  - Il ponte rigido a bracci snodati (indipendenti), normale o a portale: si tratta di un ponte rigido o a portale con i bracci snodati, che rende il suo funzionamento a ruote indipendenti, riducendo le masse non sospese, soluzione adoperata da Steyr-Puch Pinzgauer.
- il Ponte De Dion: schema utilizzato esclusivamente per l'asse posteriore, ideato da Jules-Albert De Dion, ed è caratterizzato per il fatto che le ruote sono semi-indipendenti, con il ponte che svolge funzione di barra antirollio lasciando una certa libertà di movimento tra le due ruote.
La variante utilizzata dall'Alfa Romeo è una via di mezzo tra il ponte rigido e il ponte de dion, in quanto utilizza una barra rigida per collegare le due ruote, in modo del tutto analogo al ponte rigido, ma è munita anche di una struttura a V, che è collegata al telaio tramite un unico snodo, tale sistema per evitare deformazioni in curva utilizza un parallelogramma di Watt[14][15].
- Ponte torcente o semirigido, soluzione intermedia al ponte de dion e ai bracci oscillanti longitudinali, in alcuni casi accompagnata dalla barra di torsione, lo schema prevede due bracci longitudinali incernierati al telaio e connessi tra di loro da un tubo, che li può collegare a metà della loro lunghezza o molto vicino alle cerniere.[16]
- le sospensioni a bracci oscillanti longitudinali: sono costituite da due bracci collegati da un lato alla scocca e dall'altro ognuno a una ruota. I bracci si dicono longitudinali in quanto sono paralleli all'asse longitudinale del veicolo cioè secondo la sua lunghezza. Il collegamento con la scocca e il movimento relativo ad essa sono assicurati da una cerniera. La cerniera permette la rotazione del braccio durante il movimento verticale della ruota. Fra braccio e scocca sono frapposte la molla e l'ammortizzatore. Esempi di veicoli che possiedono questo tipo di sospensione, generalmente utilizzata al retrotreno, sono la Fiat Seicento, Punto prima serie, Fiat coupé;
- le sospensioni a bracci oscillanti trasversali: la struttura è simile al tipo precedente, ma in questo caso i bracci sono incernierati al centro vettura e sono trasversali, in quanto sono paralleli alla dimensione della larghezza del veicolo. Un esempio di veicolo che possiede questo tipo di sospensione, generalmente utilizzata al retrotreno, è il Piaggio Ape ed è caratterizzato da ruote che non hanno gradi di libertà con questo braccio (la campanatura dipende dall'inclinazione del braccio sospensione); mentre un esempio all'anteriore abbiamo la Fiat Nuova 500, che in quest'ultimo caso per via della struttura del braccio sospensione e della sospensione a balestra si ha un comportamento simile al quadrilatero snodato.[17]

Disegno posteriore di una sospensione multilink

- le sospensioni multilink: sono costituite da più bracci trasversali, al massimo 5, perché 5 sono i moti della ruota da vincolare (solo il moto di oscillazione verticale è permesso). Sono utilizzate al retrotreno e, variando le dimensioni di ogni braccio, è possibile ottimizzare il movimento della ruota. Sono però più complesse e costose rispetto alle altre soluzioni, per cui vengono utilizzate principalmente per veicoli di alta gamma (Mercedes Classe E e Alfa Romeo Gtv); ultimamente, tuttavia, il loro utilizzo si sta diffondendo anche su modelli più popolari come soluzione d'avanguardia, soprattutto in versioni più economiche, meno ingombranti e più leggere (ma quasi altrettanto performanti, grazie al miglioramento dei materiali con cui sono costruite), come i "due bracci e mezzo" (Alfa Romeo Giulietta) e "tre bracci e mezzo" (Kia cee'd).[18]
- Sospensione Christie, tipologia di sospensioni utilizzate sui carri armati per sostituire le balestre, questo sistema è estremamente simile al sistema Cantilever utilizzato per i forcelloni oscillanti sulle moto.

## Classificazione

Diversi sistemi sospensivi a confronto

Le sospensioni a seconda della loro struttura e sull'effetto delle ruote dello stesso asse si dividono in:
- Ruote dipendenti, in questo caso ogni qual volta una ruota viene azionata da un ostacolo o dalla sospensione, si ha un effetto anche sulla ruota controlaterale, l'esempio tipico è il ponte rigido.
- Ruote indipendenti, in questo caso ogni qual volta una ruota viene azionata da un ostacolo o dalla sospensione, l'azione non coinvolge la ruota controlaterale, ma si limita a quella ruota.

Le sospensioni a seconda della loro struttura e sul tipo di lavoro dell'elemento elastico, si dividono in:
- Azione diretta, la sospensione agisce direttamente sulla ruota, soluzione tipica dei veicoli stradali e dei mezzi a ruote carenate.
- Azione indiretta, la sospensione agisce sulla ruota tramite dei rinvii, soluzione tipica delle vetture a ruote scoperte della Formula 1[19]
  - A flessione o a bilanciere, per il collegamento della ruota alla sospensione, si utilizza un bilanciere, il quale lavora in flessione, il che può conferire una minore stabilità e difficoltà nella taratura delle sospensioni.
  - A trazione o a tirante o Pull-rod, disposizione adottata di rado, che permette una maggiore stabilità dei tiranti, perché si annulla la flessione dello stesso in quanto non viene compresso.
  - A compressione o a puntone o Push Rod, disposizione classica, dove i rinvii (puntoni) lavorano in compressione ed hanno un'inclinazione opposta alle sospensioni a trazione.

## Regolazioni

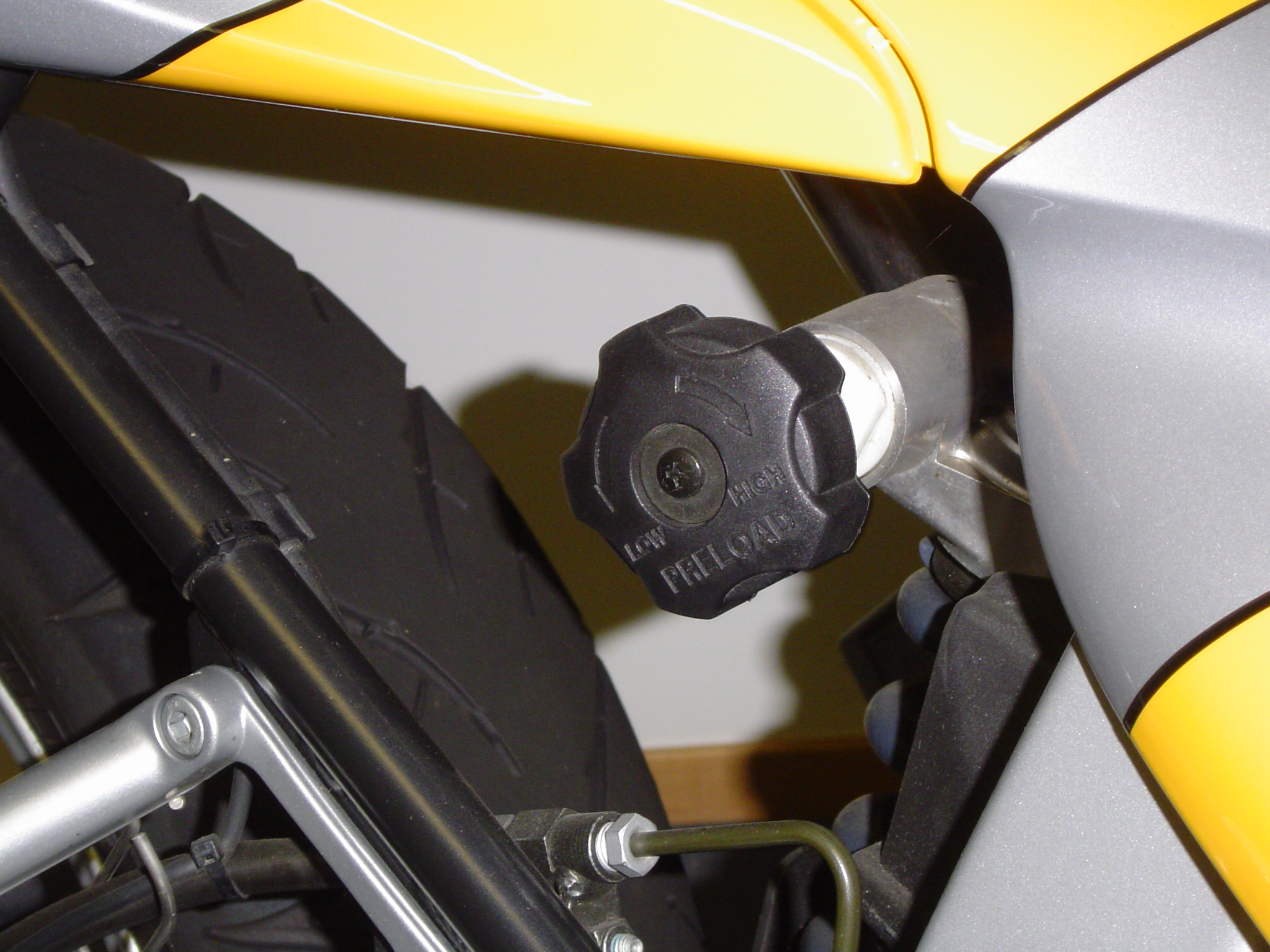
Regolazione idraulica del precarico

La sospensione nella maggior parte dei casi è sprovvista di possibilità di regolazione, dove l'unica regolazione esistente è disponibile solo per i sistemi a molla elicoidale.
- Precarico[20], la sospensione è generalmente costituita da una molla, la quale è vincolata su un ammortizzatore o su un sistema di guida telescopica, le quali per evitare che la sospensione si scomponga hanno un limite d'estensione, il precarico serve per determinare la forza minima espressa dall'elemento elastico della sospensione (molla) quando questa è nella condizione d'estensione massima.
Dunque il precarico consiste nel caricare, quindi di portarla in tensione tramite compressione della stessa molla e questo tipo di regolazione permette di variare l'intervento minimo della sospensione, in modo che la sospensione si accorci solo se sottoposta a una forza superiore alla forza esercitata dal precarico.
Maggiore è il precarico e minore sarà l'effetto d'oscillazione del mezzo e la necessità dell'ammortizzatore, questo perché la forza del precarico contrasta con l'oscillazione generata dall'inerzia del mezzo dopo la risposta della sospensione, i sistemi per variare il precarico sono:
  - Meccanico a Ghiere, le quali sono poste sul fodero dell'ammortizzatore o dell'eventuale sistema di guida telescopico.
  - Idraulico, caratterizzato da un pomello che avvitandosi o svitandosi regola (il passaggio dell'olio da una camera all'altra dell'ammortizzatore, aumentando la forza di estensione di quest'ultimo) la compressione della molla
- Interasse, alcuni modelli di sospensione, generalmente per uso sportivo, adottano una regolazione che regola la lunghezza della sospensione, senza modificarne l'escursione

### Alternative
In caso non ci sia la possibilità di utilizzare le regolazioni o si desideri un comportamento non modificabile con le regolazioni, si può:
- Spessori di precarico, l'utilizzo di spessori, che nel caso delle motociclette è da interporre tra la molla e il tappo della forcella (non è sempre possibile) o nel caso delle autovetture, l'interposizione di elementi tra le spirali della molla, in modo da ottenere lo stesso risultato.
- Rigidezza della sospensione, nel caso invece si desideri una maggiore rigidezza generale della sospensione, è possibile sostituire la molla con una più rigida (non è sempre possibile) o in alcuni modelli di forcelle per motociclette, adottare la seconda molla, nel caso opposto, in cui si desideri più flessibilità, si possono adoperare delle molle più morbide o nel caso di forcelle a doppia molla, togliere una molla.

### Parametri
Questa regolazione viene definita anche prendendo in considerazione alcuni parametri:
- Rigidità della molla, definisce la compressione della molla in proporzione dell'energia applicata (mm/kg o kg/mm), un modo empirico per riuscire a confrontare due molle che hanno lo stesso diametro esterno, sulla loro rigidità, si confronta il diametro della spira con il numero delle spire, dove maggiore è il diametro della spira e minore il numero delle spire e maggiore è la rigidità.
- Peso complessivo, peso del mezzo, del pilota, del/i passeggero/i e dei eventuali bagagli/borse
  - Baricentro, a seconda di dove è posizionato può incidere sulle diverso settaggio delle sospensioni, generalmente richiedendo una maggiore rigidità alle sospensioni più vicine.
  - Trasferimenti di carico, maggiore è il trasferimento di carico nei movimenti del telaio di rollio (mezzi con più di due ruote), come nel caso della compressione delle sospensioni esterne alla linea di percorrenza di una curva e di beccheggio, ovvero di accelerazione o decelerazione del veicolo, maggiore dovrà essere la rigidità della sospensione.
- Tipo di molle, conformazione della molla, progressiva o normale
- Tipo di collegamento, tipo di collegamento, diretto o leveraggi

## Accorgimenti
Le sospensioni possono essere munite di:
- Sospensioni contrattive, sono sospensioni con elementi elastici in opposizione, un esempio tipico di questa soluzione si ha con le forcelle springer, questa soluzione permette di ridurre la forza dell'elemento elastico principale di sostegno quando questo si avvicina all'estensione massima della sospensione[22]; Esistono anche sistemi più semplici composti da una molla e da un sistema che evita l'allungamento di parte della molla quando questa supera un determinante allungamento[23], la caratteristica elastica di queste soluzioni è del tipo regressivo.
- Barra antirollio, utile su sistemi a sospensioni indipendenti, per ridurre il rollio senza compromettere il comfort.
- Contromolla, serve per ridurre la velocità d'estensione, quando la sospensione si avvicina al limite d'estensione massimo.
- Tampone di finecorsa, utile per ridurre l'effetto di fine corsa della sospensione e dell'ammortizzatore, viene utilizzato un tampone comprimibile, che nel caso di sistemi a molla è normalmente alloggiato lungo lo stelo dell'ammortizzatore o anche sul braccio della sospensione o sul telaio, e fornisce un'ulteriore resistenza durante le ultime fasi di compressione della sospensione. È parte integrante degli elementi elastici della sospensione.
- Sensore per la compressione, usato principalmente sulle moto della classe 500 del motomondiale, per poter gestire in modo più corretto l'antispin, difatti con la sospensione completamente scarica si annulla o riduce l'effetto del controllo antispin.
- Sospensioni semiattive, sono sospensioni che tramite un controllo computerizzato e gestito dal pilota regolano lo smorzamento della sospensione variando la resistenza dell'ammortizzatore e la loro rigidezza regolando il carico della sospensione.[24]
- Sospensioni attive a differenza delle semiattive queste sono completamente automatizzate e quindi non necessitano di essere regolate dall'esterno dal pilota.[25]
- FRIC (front and rear interactive control), sistema che interconnette in modo incrociato le ruote tra i due assi, soluzione utilizzata a più riprese in Formula 1[26][27]
- Anti-affondamento o Antidive, è un sistema con lo stesso obbiettivo dei sistemi anti-affondamento studiati nei sistemi ammortizzanti, ma dal funzionamento diverso, in quanto si modifica il collegamento del sistema sospensivo e ammortizzante o di solo la sospensione durante la frenata, in modo tale da evitare il beccheggio del mezzo in avanti e limitando il trasferimento di peso sull'asse anteriore durante una brusca decelerazione.[28]

## Misure
La sospensione si misura per:
- Lunghezza o interasse è la misura fisica della sospensione ovvero di quanto questa sia lunga da un attacco all'altro della sospensione
- Diametro è la misura fisica della sospensione (generalmente usata solo per le forcelle) ovvero di quanto questa sia larga nel punto in cui questa si retrae (stelo della forcella)
- Corsa totale misura che indica di quanto questa si possa accorciare/allungare
  - Corsa positiva è caratterizzata dalla differenza della misura di riposo (senza pesi agli estremi) e dalla misura in compressione massima
  - Corsa negativa è caratterizzata dalla differenza della misura di riposo (senza pesi agli estremi) e dalla misura in estensione forzata massima (solo per le sospensioni che utilizzano una contromolla per l'estensione)[29]
- Rigidezza è il rapporto tra la forza necessaria ad effettuare un determinato spostamento della sospensione e lo spostamento stesso. Per le sospensioni a rigidezza progressiva generalmente si utilizza un grafico o il valore medio.